# Victoria (Texas)
 For alternative betydninger, se Victoria. (Se også artikler, som begynder med Victoria)
Victoria er en amerikansk by og administrativt centrum i det amerikanske county Victoria County, i staten Texas. I 2007 havde byen et indbyggertal på 111.163.

## Ekstern henvisning
- Victorias hjemmeside (engelsk)

28°49′1″N 96°59′36″V / 28.81694°N 96.99333°V